# سالواتوره فراگامو اس.پی.ای.
سالواتوره فراگامو اس.پی.ای. (به ایتالیایی: Salvatore Ferragamo S.p.A.) در سپتامبر ۲۰۲۲ به فراگامو تغییر نام داد، شرکت کالاهای لوکس ایتالیایی است، که در سال ۱۹۲۸ توسط سالواتوره فراگامو تأسیس شد. دفتر مرکزی این شرکت در شهر فلورانس مستقر می‌باشد.
شرکت سالواتوره فراگامو متخصص در طراحی و تولید کفش، کالاهای چرمی و لباس‌های آماده است. این شرکت مالک گروه فراگامو به‌شمار می‌آید. شرکت سالواتوره فراگامو همچنین در زمینه تولید عینک و ساعت مچی نیز فعالیت می‌کند.
شمار کارکنان این شرکت، بیش از ۳٫۸۸۷ نفر بوده و شبکه‌ای از ۴۴۷ فروشگاه را مدیریت می‌نماید، که در قاره‌های اروپا، آمریکا و آسیا گسترده می‌باشند.